# 雪岸镇
雪岸镇是中华人民共和国江苏省南通市如皋市一个已撤销的镇。
2013年3月18日，江苏省人民政府批复同意撤销雪岸镇，将其所辖行政区域划归东陈镇。